# Nathália Timberg
Nathália Timberg (Rio de Janeiro, 5 agosto 1929) è un'attrice e conduttrice televisiva brasiliana.

## Biografia
Nata da famiglia ebraica (il padre era polacco, la madre belga), è considerata una delle più grandi attrici teatrali brasiliane. Ha consolidato questa fama grazie agli spettacoli allestiti appositamente per la tv. Ha lavorato anche al cinema e in tv. Numerose le telenovelas cui ha preso parte: in A Rainha Louca ha dato volto a Carlotta del Belgio, protagonista della trama; in Marina ha offerto una memorabile interpretazione dell'inquietante cameriera Juliana; e all'età di 87 anni è stata scritturata in Babilônia per sostenere il ruolo di un'anziana lesbica.
Nel 2018 è stata premiata col Trofeu Mario Lago.

## Vita privata
Per quindici anni è stata moglie dello sceneggiatore Silvan Paezzo. Non ha figli.

## Filmografia parziale

### Cinema
- Viagem aos Seios de Duília, regia di Carlos Hugo Christensen (1965)
- Society em Baby-Doll, regia di Waldemar Lima e Luiz Carlos Maciel (1965)
- O Homem Que Comprou o Mundo, regia di Eduardo Coutinho (1968)
- Fruto Proibido, regia di Egídio Eccio (1976)
- Dedé Mamata, regia di Rodolfo Brandão e Tereza Gonzalez (1988)
- Contos de Lygia, regia di Del Rangel (1999)
- Condenado à Liberdade, regia di Emiliano Ribeiro (2001)
- Vendo ou Alugo, regia di Betse De Paula (2013)

### Televisione
- Cara a cara (1979)
- Marina (A Sucessora) – serial TV, 125 episodi (1978-1979)
- Pantanal (1990)
- Amor à vida (2013)
- Babilônia – serial TV, 18 episodi (2015)